# Franz Rohrbeck
Franz Edmund Rohrbeck (* 23. Dezember 1852 in Torgau, Provinz Sachsen; † 5. Januar 1919 in Milwaukee, Wisconsin) war ein deutschamerikanischer Genre-, Landschafts- und Porträtmaler.

## Leben

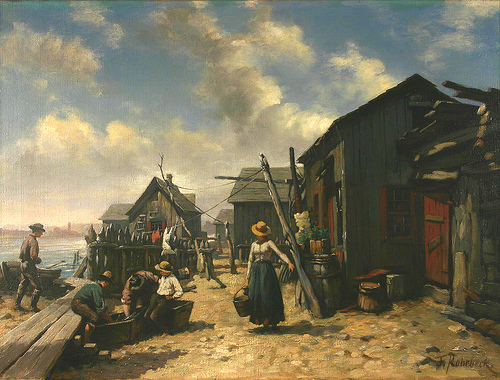
Jones Island, 1900

Rohrbeck studierte Malerei an der Kunstakademie Berlin. Angeworben von August Lohr emigrierte er 1885 in die Vereinigten Staaten, wo er – zusammen mit zahlreichen anderen Malern aus Deutschland – in Milwaukee für William Wehners American Panorama Company Panoramen malte. Später arbeitete er als Wand- und Dekorationsmaler an verschiedenen Orten in den Vereinigten Staaten, insbesondere in Wisconsin, Iowa, Michigan und Minnesota. Er erhielt zahlreiche Aufträge zur Ausgestaltung von Gerichtsgebäuden. Für das Wisconsin State Capitol schuf er das Wandgemälde The Spirit and Strength of Wisconsin. 1893 war er auf der World’s Columbian Exposition vertreten. Eine Weile wirkte er ab 1898 wieder für Wehner als Panorama-Maler in San Francisco.